# Twister (Film)
Twister (amerikanische Bezeichnung für einen Tornado) ist ein Katastrophenfilm aus dem Jahr 1996. Regie führte Jan de Bont, das Drehbuch stammt von Michael Crichton und Anne-Marie Martin. Helen Hunt und Bill Paxton spielen ein in Scheidung lebendes Ehepaar, das sich durch die Naturkatastrophe wieder näher kommt.

## Handlung
Die Handlung beginnt im Juni 1969: Dort wird eine Familie innerhalb der Tornado Alley der USA Opfer eines Tornados der Kategorie F 5. Die kleine JoAnne Thornton muss mit ansehen, wie ihr Vater durch den Tornado zu Tode kommt.
Jahre später kehrt Bill Harding in seine Heimat Oklahoma zurück, um von seiner Frau, JoAnne Thornton-Harding, endlich die Scheidungspapiere unterzeichnen zu lassen. Der Meteorologe lebt jetzt mit der Psychiaterin Melissa Reeves zusammen, die er heiraten möchte, und arbeitet als Wetteransager. Zuvor hatte er mit seiner Forschergruppe ein neues Verfahren namens DOROTHY zur Erforschung von Tornados entwickelt, und dieses Projekt wird nun von seiner Noch-Ehefrau geleitet. Sein ehrgeiziger und skrupelloser Kollege Dr. Jonas Miller hat sich Hardings Arbeit bemächtigt und eine eigene Maschine gebaut, die das Design kopiert. So beginnt ein Wettlauf um den ersten erfolgreichen Feldversuch.
Bill schließt sich dem Team um seine Frau wieder an, wodurch sich beide, verbunden in ihrer Leidenschaft für die Tornadojagd, wieder näherkommen. Das erkennt bald auch Melissa Reeves, die ihren Verlobten daher verlässt. Nachdem mehrere Versuche des Einsatzes von DOROTHY fehlgeschlagen sind, zerstört ein Tornado der Kategorie F4 die Stadt Wakita. Dabei überlebt JoAnnes Tante Meg nur knapp. Die Einwohner haben sich kaum vom Schock erholt, als sich ein neuer Tornado ankündigt, diesmal ein F5, wie jener, der einst JoAnnes Vater das Leben kostete.
JoAnne und Bill verzichten auf eine Evakuierung und planen einen letzten Versuch mit DOROTHY. Sie können das Gerät ins Auge des Sturms bringen und dann in einen Unterschlupf fliehen. Auch Jonas Miller versucht, seine Maschine in dem Tornado „zum Fliegen zu bringen“. Bill warnt Miller vor der Stärke des Tornados, doch Miller schlägt die Warnung in den Wind und stirbt, als er dem Tornado zu nahe kommt. Nachdem die Gefahr vorüber ist, erfahren Bill und JoAnne, dass ihre Aktion erfolgreich war und dadurch wichtige neue Informationen zur Tornadovorhersage gewonnen wurden. Beide beschließen, ihrer Ehe eine weitere Chance zu geben.

## Kritiken
Der Film bekam überwiegend mäßige Kritiken. Das Drehbuch wurde als langweilig, vorhersehbar und stümperhaft beschrieben. Den Produzenten warf man Effekthascherei vor.

„Die wahren Stars sind die Tricks. Huiii! – Windige Story, stürmische Effekte.“

„‚Twister‘ ist ein großer, effektbetonter Action-Abenteuer-Spaß, der sich zu keiner Zeit wirklich ernst nimmt und deshalb auch folgende Alterseinstufung in den USA bekam: Rated PG-13 for intense depiction of very bad weather. Diese intensive Darstellung jenes sehr schlechten Wetters fällt erstaunlich vergnüglich aus und die hanebüchene Story wird nur jenen nachhaltig Kopfschmerzen bereiten, denen konsequent anspruchslose Popcorn-Unterhaltung aus Prinzip suspekt sind.“

## Auszeichnungen
Industrial Light and Magic wurden für ihre Visual Effects für einen Oscar nominiert. Eine weitere Nominierung gab es in der Kategorie Best Sound. Mark Mancina bekam einen BMI Film Music Award.
In der Sonderkategorie Am schlechtesten geschriebene Filme, die über 100 Millionen Dollar einspielten wurde der Film 1997 mit der Goldenen Himbeere ausgezeichnet, und Jami Gertz erhielt eine weitere Nominierung als Schlechteste Nebendarstellerin.

## Erwähnenswertes
- Twister spielt u. a. in der kleinen Gemeinde Wakita in Oklahoma. Dort leben rund 500 Einwohner. Dort wurde ein Museum eingerichtet, das neben bekannten Requisiten auch Bilder von hinter den Kulissen zeigt. Die bekannte Schlussszene des Films wurde in der Stadt Eldora in Iowa gedreht.
- Twister spielte weltweit ca. 494 Millionen US-Dollar ein, bei Produktionskosten von 92 Millionen US-Dollar.[3] In den USA ist Twister unter den Top 100 der erfolgreichsten Filme.[3]
- Twister war der erste Film, der als DVD veröffentlicht wurde.
- Der Tanklaster im Tornado trägt den Namen Benthic Petroleum, der gleiche Name der Öl-Gesellschaft bei Terminator 2 – Tag der Abrechnung (1991, Tanklaster) und Abyss – Abgrund des Todes (1989, Tankflugzeug).
- Auffällig im Film ist die exzessive Produktplatzierung des Computerherstellers Silicon Graphics (SGI), damals führend im Bereich der Grafikworkstations und Supercomputer, die zur Wetterberechnung verwendet wurden. Alle Computer im Film mussten von SGI sein. Dies ging sogar so weit, dass mit sehr aufwendigen Mitteln eine Laptop-Attrappe angefertigt wurde, da SGI nie Laptops hergestellt hatte.
- Bei dem Autokino-Film handelt es sich um Shining (1980) mit Jack Nicholson.
- Zu der Musik, die die Sturmjäger bei der Autofahrt nach dem ersten Treffen mit Miller hören, gehören der Galopp aus der Ouvertüre von Rossinis Wilhelm Tell (1829) und das Titellied aus dem Musical Oklahoma! (1943).
- 2008 wurde Twister in Disaster Movie parodiert.
- Der Instrumentenname DOROTHY ist eine Anspielung auf TOTO (TOtable Tornado Observatory), ein echtes Instrument des National Severe Storms Laboratory (NSSL) zur Tornadountersuchung.[4] Dorothy und Toto sind die Hauptfigur und ihr Hund in Der Zauberer von Oz, in dem ein Tornado eine Rolle spielt.
- Sega baute einen Flipperautomaten, der auf dem Film basiert.
- Als letzte Ehre für den am 25. Februar 2017 verstorbenen Bill Paxton schrieben US-Tornado-Jäger rund um den Ort Wakita mittels GPS-Markierungen die Initialen BP auf eine Wetterkarte. Viele Sturmjäger und Meteorologen fanden sich durch den Film Twister inspiriert.[5]
- Der Song, der im Diner als Hintergrundmusik zu hören ist, ist Shania Twains No one needs to know. Dieser war in den USA der offizielle Soundtrack zum Film und hatte sein eigenes Musikvideo, was ebenso auf Van Halens Humans Being zutrifft.
- Am 17. Juli 2024 kam die Fortsetzung Twisters (2024) in die deutschen Kinos.

## Synchronisation
Der Film wurde von der Firma Berliner Synchron GmbH Wenzel Lüdecke synchronisiert. Dialogbuch und -regie stammen von Michael Nowka.
| Figur              | Schauspieler           | Synchronsprecher   |
| ------------------ | ---------------------- | ------------------ |
| Dr. Jo Harding     | Helen Hunt             | Bettina Weiß       |
| Bill Harding       | Bill Paxton            | Stefan Fredrich    |
| Dr. Jonas Miller   | Cary Elwes             | Ingo Albrecht      |
| Dr. Melissa Reeves | Jami Gertz             | Diana Borgwardt    |
| Dustin Davis       | Philip Seymour Hoffman | Thomas Petruo      |
| Meg Greene         | Lois Smith             | Tilly Lauenstein   |
| Robert Nurick      | Alan Ruck              | Peter Flechtner    |
| Allan Sanders      | Sean Whalen            | Marcel Collé       |
| Jason Rowe         | Scott Thomson          | Klaus Lochthove    |
| Tim Lewis          | Todd Field             | Michael Iwannek    |
| Joey               | Joey Slotnick          | Sven Hasper        |
| Haynes             | Wendle Josepher        | Anja Godenschweger |
| Laurence           | Jeremy Davies          | Björn Schalla      |
| Eddie              | Zach Grenier           | Hans-Jürgen Wolf   |